# Discografia di Amedeo Minghi
Questa voce elenca l'intera discografia italiana di Amedeo Minghi del periodo 1966–2021 con i dischi pubblicati da nove etichette differenti: la Dischi Ricordi, Apollo, CBS, It, RCA Italiana, Fonit Cetra, EMI Italiana, NAR International, Sony Music Italia.
Consistono in 17 album di studio, 5 album dal vivo, 5 raccolte, 26 singoli, un EP, 9 colonne sonore (delle quali 7 pubblicate su disco) e 9 video tra cui cinque pubblicati in videocassetta e quattro in DVD.

## Album in studio
- 1973 – Amedeo Minghi (Apollo DZSLA-55165)
- 1980 – Minghi (CBS 84156)
- 1983 – 1950 (It ZPLT 34186)
- 1986 – Cuori di pace (RCA Italiana PL 71141)
- 1987 – Serenata (Durium ms al 77471)
- 1988 – Le nuvole e la rosa (Fonit Cetra LPX 210)
- 1991 – Nené (Fonit Cetra TAL 1002)
- 1992 – I ricordi del cuore (Fonit Cetra TDL315)
- 1994 – Come due soli in cielo (Fonit Cetra TLPX 380)
- 1996 – Cantare è d'amore (EMI Italiana 7243 8 37750 2 6)
- 1998 – Decenni (EMI Italiana 7243 4 95074 0 1)
- 2000 – Anita (EMI Italiana 7243 5 00000 2 0)
- 2002 – L'altra faccia della luna (EMI Italiana 7243 5 41570 2 8)
- 2005 – Su di me (EMI Italiana 07243 563503 2 8)
- 2005 – Sotto l'ombrellone (con Lino Banfi) (Delta Dischi 032745 720884)
- 2016 – La bussola e il cuore (Sony Music)
- 2024 – Anima sbiadita (Nar International)

## Album dal vivo
- 1989 – La vita mia (Fonit Cetra LPX 238)
- 1990 – Amedeo Minghi in concerto (Fonit Cetra TLPX 268)
- 1993 – Dallo Stadio Olimpico di Roma (Fonit Cetra TAL1007)
- 1995 – Come due soli in cielo "Il racconto" (Live) (Fonit Cetra TCDL390)
- 2011 – Un uomo venuto da lontano (Nar International IT SG 99)
- 2014 – Suoni tra ieri e domani (Nar International)

## Raccolte
- 1989 – Amedeo Minghi (RCA Italiana PL 74388) (Contiene dieci brani, tratti dagli album: "1950", "Quando l'estate verrà" e "Cuori di pace")
- 1999 – Minghi Studio Collection (EMI Italiana 7243 5 23365 2 4)
- 2006 – The Platinum Collection - "...l'ascolteranno gli americani..." ...ed altre storie (EMI Italiana 094636369129)
- 2008 – 40 anni di me con voi - Cuori di pace in Medio Oriente (Halidon SRCD6219)
- 2009 – L'ascolteranno gli americani (NAR International)
- 2011 – Il meglio di Amedeo Minghi (Nar International 108112)
- 2011 - Le canzoni i miei successi (Sony Music Entertainment Italy)

## Colonne sonore
- 1991 – Fantaghirò (Mercury 510989-2)
- 1995 – Desideria e l'anello del drago (mai editata per intero)
- 1996 – Sorellina e il principe del sogno (mai editata per intero)
- 1996 – Il fantastico mondo di Amedeo Minghi (EMI Italiana-PDU CD30046)
- 2006 – Edera (RTI S.p.A.-L'Immenso 8032872350046)
- 2006 – La principessa e il povero (RTI S.p.A.-L'Immenso 8032872350053)
- 2008 – L'allenatore nel pallone 2 (Warner Chappell Music Italiana 5051442630022)
- 2011 – Il fantastico mondo di Fantaghirò (RTI S.p.A.-Edel Music)
- 2012 – Anita Garibaldi (Rai Trade-Edel Music)

## EP
- 1984 – Quando l'estate verrà (Q Disc) (RCA Italiana PG 70349)

## Singoli
- 1966 – Alla fine/Ma per fortuna (Dischi Ricordi SRL-10445)
- 1972 – Denise/T'amerei (Apollo ZA-50205)
- 1976 – L'immenso/L'isola (RCA Italiana TPBO-1251)
- 1979 – Di più/Prima che sia rumore (CBS 7239)
- 1980 – Sicuramente tu/Ti volevo cantare (CBS 8319)
- 1981 – Qualcuno parte 1°/Qualcuno parte 2º (CBS A-1363)
- 1983 – 1950/Sottomarino (It ZBT-7318)
- 1984 – Flash back/All'ombra della grande quercia (RCA Italiana BB 6735; lato B eseguito dall'orchestra del maestro Carlo Esposito)
- 1984 – Quando l'estate verrà/Emanuela ed io (RCA Italiana PB 6761)
- 1985 – Il profumo del tempo/C'era una volta la terra mia (RCA Italiana PB 6807 con Katia Ricciarelli)
- 1985 – La musica/Vento disperato (RCA Italiana PB 40111; rinominato Io e la musica)
- 1986 – Cuore di pace/Le verdi cattedrali della memoria (RCA Italiana PT 7592; solo versione 12")
- 1987 – Anni '60/Nell'inverno (Durium ld A 8224)
- 1990 – Vattene amore (con Mietta)/Vattene amore (solo Mietta) (Fonit Cetra SP 1888)
- 1991 – Nené/Primula (Fonit Cetra SP 1900)
- 2000 – Futuro come te (con Mariella Nava) (EMI Italiana 7243 8 88347 2 8)
- 2003 – Sarà una canzone (EMI Italiana 7243 52028 2 6)
- 2012 – Vivi e vedrai (Nar International)
- 2013 – Arrivederci a quando non lo so (Nar International)
- 2014 – Io non ti lascerò mai (Nar International)
- 2016 – Per ricordarmi (con Aga) (All Muses)
- 2016 – Com'è bello il mondo (Sony Music Italy)
- 2017 – Pensando a te (Sony Music Italy)
- 2018 – Tutto il tempo (Clodio Music)
- 2019 – e ...John (Clodio Music)
- 2021 – Navi o marinai (Lead Record)
- 2023 – La mia eredità (Azzurra Music)
- 2024 – Non c'è vento stasera  (Nar International)
- 2024 – Dove sei, dove mai (Nar International)
- 2024 – Anima sbiadita (Nar International)
- 2025 – I colori dell'Est (Nar International)

## Videografia
- 1990 – Forse si' musicale (Live) - VHS
- 1991 – Amedeo Minghi in concerto in Santa Maria in Trastevere (Live) - VHS
- 1993 – Dallo stadio Olimpico (Live) - 2 VHS
- 1996 – Cantare è d'amore (Live) - VHS
- 2001 – Anita (Live) - VHS
- 2006 – Un uomo venuto da lontano (Live) - DVD
- 2009 – Amedeo Minghi. All'Auditorium. L'ascolteranno gli americani - DVD
- 2011 – Un uomo venuto da lontano - DVD
- 2011 – Di canzone in canzone (Live) - 2 DVD

## Duetti
- Con Wilma Goich: Il delfino e la colomba (nell'album dei Vianella Homeide, 1974)
- Con Katia Ricciarelli: Il profumo del tempo (singolo, 1985)
- Con Mietta: Vattene amore (nell'album Canzoni, 1990)
- Con Mietta: Il profumo del tempo (nell'album Nené, 1991)
- Con Edoardo De Angelis La gara di sogni (nell'album Gara di sogni, 1992)
- Con Antonio Decimo: L'inverno non è qui (singolo, 1993)
- Con Viktor Lazlo Vattene amore (singolo per il mercato estero, 1993)
- Con Tiziana Quaresima Pensa a me (nell'album La chiamavano Marlene, 1995)
- Con Mariella Nava: Valzer lento (dall'album Così è la vita, 1999)
- Con Mariella Nava: Futuro come te (dall'album Minghi Studio Collection (edizione sanremese), 2000)
- Con Diana Gurzkaya: Così sei tu (2005)
- Con Lino Banfi: "Sotto l'ombrellone" (2005)
- Con Fabio Andreotti: Un nuovo amico (Call a friend) (live nell'album 40 anni di me con voi, 2008)
- Con Maria Dangell: La vita mia (live nell'album 40 anni di me con voi, 2008)
- Con Mietta: Vattene amore (live nell'album 40 anni di me con voi, 2008)
- Con Rossana Casale: Mio nemico (live nell'album 40 anni di me con voi, 2008)
- Con Serena Autieri: 1950 (live nell'album 40 anni di me con voi, 2008)
- Con Arianna Bergamaschi: Crederò (nell'album Il fantastico mondo di Fantaghirò, 2011)
- Con Aga: Per ricordarmi (nell'album Per ricordarmi, 2016)

## Autore per altri interpreti
- Mietta:
  - "Canzoni", 1989
  - "Vattene amore", 1990
  - "La farfalla", 1990
  - "L'amore", 1990
  - "L'immenso", 1990 (P.1976)
  - "Dubbi no", 1991
  - "L'amore esagera", 1991;
- Mia Martini:
  - "Ma sono solo giorni", 1976
  - "Io e la musica" 1990;
- Anna Oxa:
  - "Toledo", 1981;
- Marcella Bella:
  - "Camminando e cantando", 1979
  - "Era un sogno", 1979
  - "Io non so", 1979;
- Rita Pavone:
  - "Ti perdo e non vorrei", 1977;
- Rossana Casale:
  - "Mio nemico", 1992;
- Marisa Sannia:
  - "Il mio mondo, il mio giardino", 1972;
- Mario Castelnuovo:
  - "Sangue fragile", 1982;
- Andrea Bocelli:
  - "Per noi", 2004;
- Gianni Morandi:
  - "Solo all'ultimo piano", 1983
  - "Romanzo d'appendice", 1984
  - "1950", 1985 (P.1983);
- Ricchi e Poveri:
  - "Penso sorrido e canto", 1974;
- Schola Cantorum:
  - "La fantasia", 1974;
- I Pandemonium:
  - "Sicura", 1976
  - "L'isola", 1976
  - "Lui non lo sa, 1979
- The Pennies:
  - "Photograph" (The Five Pennies opera), 1971;
- Lando Fiorini:
  - "L'ultima notte d'occupazione", 1984
  - "Prima dell'amore", 1991
- Laura Landi:
  - "Firenze, piccoli particolari", 1985;
- Marina Arcangeli:
  - "Io vivo", 1983
  - "Per fare l'amore", 1984.
- Andrea Andrea:
  - "Passami vicino (Città bianca)", 1982
  - "Un amico così", 1982
- Wess & Dori Ghezzi
  - "Sicura", 1976
- I Vianella:
  - "Vojo er canto de 'na canzone", 1971
  - "Fijo mio", 1973
  - "Io te vojo bene", 1973
  - "Paese fai tenerezza", 1973
  - "Roma mia", 1973
  - "San Francesco", 1973
  - "Canto d'amore di Homeide", 1973
  - "Agricoltura", 1973
  - "Il leone", 1973
  - "Uomo", 1973
  - "La mela", 1974
  - "Volo di rondine", 1974
  - "La vita de campagna", 1974
  - "Noi nun moriremo mai", 1974
  - "Coraggio amore mio", 1976
  - "La lavannara e er principe", 1976

## Cover di suoi brani
| Anno                | Artista                          | Canzone                           | Lingua                                                               | Album                            |
| 1950                | 1950                             | 1950                              | 1950                                                                 | 1950                             |
| ------------------- | -------------------------------- | --------------------------------- | -------------------------------------------------------------------- | -------------------------------- |
| 1985                | Gianni Morandi                   | 1950                              | Lingua Italiana                                                      | Uno su mille                     |
| 1991                | Mietta                           | 1950                              | Lingua Italiana                                                      | Live                             |
| 2018                | Patrizia Cirulli                 | 1950                              | Lingua Italiana                                                      | Sanremo d'autore                 |
| Cantare è d'amore   |                                  |                                   |                                                                      |                                  |
| 2024                | Natalino & Amedeo Minghi         | Cantar es de amor                 | Lingua Spagnola                                                      | Natalianissimo                   |
| L'amore             |                                  |                                   |                                                                      |                                  |
| 1991                | Laura Pausini                    | L'amore                           | Lingua Italiana                                                      | L'immenso (demo)                 |
| Dubbi no            |                                  |                                   |                                                                      |                                  |
| 1991                | Leo Sayer                        | All alone                         | Lingua Inglese                                                       | live al Festival di Sanremo 1991 |
| 1991                | Laura Pausini                    | Dubbi no                          | Lingua Italiana                                                      | L'immenso (demo)                 |
| 1994                | Valeria Lynch                    | Dudas no                          | Lingua Spagnola                                                      | Caravana de Sueños               |
| La farfalla         |                                  |                                   |                                                                      |                                  |
| 1994                | Paloma San Basilio               | La mariposa                       | Lingua Spagnola                                                      | Al este del edén                 |
| L'immenso           |                                  |                                   |                                                                      |                                  |
| 1978                | Michael Holm                     | Allein mit dir                    | Lingua Tedesca                                                       | Labyrinth                        |
| 1981                | Paloma San Basilio               | El inmenso                        | Lingua Spagnola                                                      | Ahora                            |
| 1987                | Mirtha Pérez                     | El inmenso                        | Lingua Spagnola                                                      | Inmensamente tuya                |
| 1990                | Mietta                           | L'immenso                         | Lingua Italiana                                                      | Canzoni                          |
| 1991                | Laura Pausini                    | L'immenso                         | Lingua Italiana                                                      | L'immenso (demo)                 |
| 2014                | Mango                            | L'immenso                         | Lingua Italiana                                                      | L'amore è invisibile             |
| Ma sono solo giorni |                                  |                                   |                                                                      |                                  |
| 1983                | Marilina Ross                    | Pero son solo dias                | Lingua Spagnola                                                      | A mis queridos seres             |
| Nenè                |                                  |                                   |                                                                      |                                  |
| 1991                | Bonnie Tyler                     | Endless night                     | Lingua Inglese                                                       | Live al Festival di Sanremo 1991 |
| 1991                | Fabrizio Pausini                 | Nenè                              | Lingua Italiana                                                      | L'immenso (demo)                 |
| Primula             |                                  |                                   |                                                                      |                                  |
| 1991                | Fabrizio Pausini                 | Primula                           | Lingua Italiana                                                      | L'immenso (demo)                 |
| Rosa                |                                  |                                   |                                                                      |                                  |
| 1990                | Mietta                           | Rosa                              | Lingua Italiana                                                      | Live                             |
| Lustful             |                                  |                                   |                                                                      |                                  |
| 2013                | Justin Timberlake                | Only when I walk away             | Lingua Inglese                                                       | The 20/20 experience - 2 of 2    |
| Vattene amore       |                                  |                                   |                                                                      |                                  |
| 1990                | Nikka Costa                      | All for the love                  | Lingua Inglese                                                       | Sanremo '90                      |
| 1990                | Elio e le Storie Tese            | Vattene amore                     | Lingua Italiana                                                      | Live                             |
| 1991                | Laura Pausini & Fabrizio Pausini | Vattene amore                     | Lingua Italiana                                                      | L'immenso (demo)                 |
| 1993                | Viktor Lazlo & Amedeo Minghi     | Vattene amore                     | Lingua Inglese · Lingua Francese · Lingua Spagnola · Lingua Italiana | Vattene Amore                    |
| 1995                | Yolandita Monge                  | Vete mi amor                      | Lingua Spagnola                                                      | Yolandita                        |
| 1995                | Raymond Lefèvre                  | Vattene amore                     | Versione pianistica                                                  | Da troppo tempo                  |
| 2005                | Los Locos                        | Vattene amore                     | Lingua Italiana                                                      | Bachata Italiana                 |
| 2011                | Jang Senato                      | Vattene amore                     | Lingua Italiana                                                      | Cantanovanta                     |
| 2014                | Ivana Spagna & Massimo Ferrari   | Vattene amore/With or Without You | Lingua Italiana                                                      | 7                                |
| 2016                | Hélène Ségara & Davide Esposito  | Tant qu'il est temps              | Lingua Francese · Lingua Italiana                                    | Amaretti                         |